# 梅代鲁斯内图
梅代鲁斯内图（葡萄牙語：Medeiros Neto）是巴西巴伊亚州的一个市镇。总面积1245.749平方公里，总人口20561人，人口密度16.5人/平方公里。